# Умершие в июле 2009 года
Это список известных людей, соответствующих установленным критериям значимости (см. Википедия:Критерии значимости персоналий), умерших в июле 2009 года.
Причина смерти указывается лишь в исключительных случаях (убийство, самоубийство, гибель в результате военных действий, смертная казнь, ДТП или несчастные случаи). В остальных случаях — не указывается.

## Список
- 1 июля — Алексис Аргуэльо (57) — чемпион мира по боксу (WBA, WBC), мэр Манагуа; самоубийство[1].
- 1 июля — Дорохин, Виктор Васильевич (64) — композитор, музыкант, продюсер; сердечный приступ[2].
- 1 июля — Зыкина, Людмила Георгиевна (80) — русская певица, народная артистка СССР, Герой Социалистического Труда; остановка сердца после инфаркта[3].
- 1 июля — Карл Молден (97) — американский актёр, лауреат премии «Оскар»[4]..
- 1 июля — Фейгин, Леонид Вениаминович (86) — советский композитор, скрипач, дирижёр, аранжировщик.
- 2 июля — Ларкин, Иван Иванович (85) — участник Великой Отечественной войны, Герой Советского Союза[5].
- 2 июля — Распопова, Нина Максимовна (95) — советская лётчица, Герой Советского Союза[6].
- 2 июля — Воеводин, Вячеслав Васильевич — профессор, народный артист Украины, ректор Донецкой государственной музыкальной академии имени С. Прокофьева[7].
- 3 июля — Гречишкин, Павел Моисеевич (87) — советский и российский художник-пейзажист.
- 3 июля — Пирогова, Стелла Сергеевна (72) — балерина; инфаркт[8].
- 4 июля — Кирай, Бела (97) — венгерский генерал, политик, историк[9].
- 4 июля — Аллен Клейн (77) — менеджер The Beatles и The Rolling Stones; болезнь Альцгеймера[10].
- 4 июля — Богодар Которович (68) — украинский скрипач, дирижёр.
- 4 июля — Червоний, Василь (50) — украинский политик, депутат Верховной Рады Украины; удар молнии[11].
- 4 июля — Луи-Дрейфус, Робер[англ.] (63) — миллиардер, бывший президент и крупнейший совладелец французского футбольного клуба «Марсель»; лейкемия[12].
- 4 июля — Которович, Богодар Антонович (68) — украинский скрипач; инфаркт[13].
- 4 июля — Дмитрий Соколов (85) — советский спортсмен и тренер.
- 4 июля — Бренда Джойс[англ.] (92) — американская киноактриса, «девушка Тарзана»[14].
- 5 июля — Карлинский, Семён Аркадьевич (84) — славист, филолог, литературовед, историк русской драматургии[15].
- 6 июля — Роберт Макнамара (93) — бывший министр обороны США (1961—1968)[16].
- 6 июля — Аксёнов, Василий Павлович (76) — русский писатель, прозаик, драматург, сценарист[17].
- 6 июля — Матье Монкур (24) — французский теннисист; остановка сердца[18].
- 6 июля — Мышкин, Владимир Васильевич (64) — советский артист театра и кино[19].
- 6 июля — Нечеухин, Георгий Александрович (59) — мастер спорта, заслуженный тренер РСФСР, вице-президент Всероссийской федерации лёгкой атлетики[20].
- 6 июля — Шестинский, Олег Николаевич (80) — поэт[21].
- 9 июля — Мышкис, Анатолий Дмитриевич (89) — математик[22].
- 10 июля — Богомолец, Лев Константинович (98) — художник[23].
- 11 июля — Гатти, Артуро (37) — канадский боксёр, бывший чемпион мира по версиям IBF и WBC; убийство[24].
- 11 июля — Коврыжкин, Сергей Евгеньевич (30) — украинский футболист, нападающий.
- 11 июля — Смеян, Павел Евгеньевич (52) — советский и российский музыкант, певец и актёр; рак[25].
- 11 июля — Емельянов, Алексей Михайлович (74) — экономист-аграрник и общественный деятель, профессор, академик ВАСХНИЛ[26].
- 11 июля — Михаил Мамай (86) — советский военачальник, генерал-майор.
- 11 июля — Степанюк, Владимир Николаевич (87) — полный кавалер ордена Славы.
- 12 июля — Алексей Таганцев (DJ Dlee) (34) — московский диджей; автокатастрофа[27].
- 12 июля — Никола Станчев (78) — болгарский борец-вольник, Олимпийский чемпион[28].
- 12 июля — Пузиновский, Александр Юрьевич (22) — младший сержант спенцаза МВД России, Герой Российской Федерации; от полученных в бою ран[29].
- 13 июля — Каплан, Юрий Григорьевич (72) — поэт, общественный деятель; убийство[30].
- 13 июля — аль-Хафез, Амин (83) — премьер-министр Ливана (1973).
- 14 июля — Збигнев Запасевич (74) — польский актёр, режиссёр, педагог[31].
- 14 июля — Критчли, Томас Кингстон (93) — австралийский политик и дипломат.
- 15 июля — Авраам Ахитув — израильский разведчик, руководитель Общей службы безопасности «Шабак».
- 15 июля — Амгалан Дагдангийн (75) — народный художник Монголии, лауреат государственной премии.
- 15 июля — Новик, Нора Альфоновна (67) — пианистка, заслуженная артистка Латвийской ССР.
- 15 июля — Цифринович, Марта Владимировна (84) — актриса сатирической эстрады с куклой, народная артистка России[32].
- 15 июля — Эстемирова, Наталья Хусаиновна (51) — российская правозащитница, журналист; убийство[33].
- 16 июля — Михаил Руткевич (91) — известный советский философ и социолог.
- 16 июля — Таяновский, Игорь Александрович (73) — советский и русский поэт и прозаик.
- 17 июля — MC Молодой a.k.a. Tony P. (26) — российский рэп-исполнитель, остановка сердца[34]
- 17 июля — Ильин, Владимир Васильевич (82) — футболист московского «Динамо» (1946 − 1957), работал тренером команды, администратором, тренером детских и юношеских команд[35] Архивная копия от 4 марта 2016 на Wayback Machine[36] Архивная копия от 30 декабря 2014 на Wayback Machine</ref>.
- 17 июля — Колаковский, Лешек (81) — польский и английский философ[37].
- 17 июля — Амит, Меир (88) — генерал, возглавлявший израильскую разведку «Моссад» (1963—1968), двоюродный брат советского поэта Бориса Слуцкого[38].
- 17 июля — Кронкайт, Уолтер (92) — американский тележурналист[39].
- 17 июля — Маржо, Жан (93) — кардинал[40].
- 18 июля — Генри Эллингем (113) — английский долгожитель, один из последних ветеранов Первой мировой войны и старейший верифицированный живущий мужчина на Земле[41].
- 18 июля — Аннакулиева, Аннагуль (85) — туркменская советская артистка оперы (сопрано), народная артистка СССР (1965)[42].
- 19 июля — Ямщиков, Савва Васильевич (70) — русский реставратор, историк искусства, публицист[43].
- 19 июля — Генри Сёртис (18) — британский автогонщик, пилот Формулы-2, сын чемпиона мира Формулы-1 Джона Сёртиса; удар колесом в голову[44].
- 19 июля — Фрэнк Маккорт (78) — американский писатель ирландского происхождения, лауреат Пулитцеровской премии за 1997 год[45].
- 20 июля — Кутаева, Ирма Альбертовна (42) — бывший заместитель главы Республики Коми (2006-февраль 2009)[46].
- 20 июля — Амвросий (Кантакузен) (61) — епископ, бывший Женевский и Западно-Европейский (РПЦЗ) (с 2006 года на покое)[47].
- 21 июля — Андрей Богуш (84) — советский и белорусский физик-теоретик, член-корреспондент Национальной академии наук Беларуси (1994). Доктор физико-математических наук (1975), профессор (1983).
- 21 июля — Петров, Константин Павлович (64) — советский и российский военный деятель, российский общественный и политический деятель[48].
- 21 июля — Сморж, Леонид Афанасьевич (81) — профессор философии.
- 21 июля — Марсель Якоб[англ.] (45) — шведский бас-гитарист, участник рок-группы Talisman; самоубийство[49].
- 22 июля — Гайнуллин, Рифкат Хайруллович (85) — участник Великой Отечественной войны, полный кавалер ордена Славы[50].
- 23 июля — Кульчицкий, Владимир Семёнович (89) — советский и украинский учёный-правовед.
- 23 июля — Кэрролл, Вирджиния (95) — американская актриса кино и телевидения.
- 25 июля — Гарри Пэтч (111) — английский долгожитель, один из последних ветеранов Первой мировой войны и старейший житель Европы[51].
- 25 июля — Форрест, Вернон (38) — американский боксёр, чемпион мира[52].
- 26 июля — Одед Бурла — израильский писатель.
- 26 июля — Каннингем, Мерс (90) — американский танцовщик, создатель собственного стиля современного танца[53].
- 28 июля — Каори Кавамура (38) — японская певица русского происхождения; рак груди[54].
- 28 июля — Маэуэ, Хироси (40) — японский серийный убийца, повешен по приговору суда.
- 28 июля — Закей Рахмангулов (86) — Герой Социалистического Труда.
- 29 июля — Дамский, Яков Владимирович (75) — шахматист, шахматный журналист и литератор[55].
- 30 июля — Курненин, Юрий Анатольевич (55) — советский футболист, белорусский тренер. Чемпион СССР 1982 года[56].
- 30 июля — Савин, Евгений Александрович (59) — трубач, видный деятель российской духовой музыки, один из ведущих педагогов, Заслуженный артист РФ (2009), профессор.
- 30 июля — Цадек, Петер (83) — немецкий режиссёр театра и кино, сценарист, переводчик[57].
- 31 июля — Робсон, Бобби (76) — английский футбольный тренер[58].
- 31 июля — Спасский, Олег Дмитриевич (73) — спортивный журналист, писатель[59].
- 31 июля — Зиновьев, Павел Павлович (76) — первый секретарь Камчатского обкома КПСС (1988—1990)[60].